# Amphimallon melillanum
Amphimallon melillanum es una especie de coleóptero de la familia Scarabaeidae.

## Distribución geográfica
Habita en Melilla.